# Muestra de Vinos y Brandy de Almería
La Muestra de Vinos y Brandy de Almería es una feria agroalimentaria de carácter provincial vinculada a la producción y comercialización de vinos y de Brandy de la provincia de Almería, Andalucía, España. Se celebra anualmente desde 2007, organizada por la Asociación Provincial de Bodegas de Almería, integrada en la organización empresarial almeriense Asempal.
La Muestra pretende dar a conocer las producciones de las bodegas almerienses por medio de catas, degustaciones y venta, directa al consumidor o a las distribuidoras y empresas hosteleras, remarcando la creciente calidad de sus caldos.

## Historia
- IV Edición 2010: Parque de las Almadrabillas, 18, 19 y 20 de noviembre.[2][3][4] A la inauguración asistieron el Alcalde de Almería, don Luis Rogelio Rodríguez-Comendador, el presidente de la Diputación de Almería, don Juan Carlos Usero, y el Consejero de Agricultura de la Junta de Andalucía, don Juan Deus, junto con otras personalidades de la economía y de los medios de comunicación.[5][6] Bodegas expositoras:[7]
  - Bodegas Perfer
  - Bodegas Viñalmanzora
  - BrandyAlmería
  - Hacienda Capellanía
  - Iniza
  - La bodega de Alboloduy
  - Selección de Vinos de Fondón
  - Valle Laujar
  - Viñedos y bodegas Bolabana

Esta edición está orientada al gran público, de ahí que se celebre en una gran carpa en el parque de las Almadrabillas de Almería, el mantenimiento de las exportaciones a los países consumidores de vinos almerienses (el 10% de la producción se destina a la exportación, principalmente Alemania, Países Bajos, Bélgica y Francia) y la apertura de nuevos mercados menos saturados (China y Brasil).
- III Edición:
- II Edición:
- I Edición:

## Organizadores y patrocinadores
- Organizan: Diario Ideal, Punto Radio Almería, Canal Sí TV y Asociación de Bodegas de Almería, miembro de Asempal (integrada por quince bodegas de vino y una de brandy)
- Colaboran: Excmo. Ayuntamiento de Almería y Excma. Diputación de Almería

## Zonas vitivinícolas de Almería
Algo menos de 1000 has. dedicadas a viñedos para la vinificación con una producción estimada de 2500 toneladas de uva (2010).
1. Vino de la Tierra Laujar-Alpujarra
2. Desierto de Almería
3. Vino de la Tierra Ribera del Andarax
4. Vino de la Tierra del Norte de Almería
5. Vino de la Tierra de las Sierras de las Estancias y Los Filabres

## Políticas promocionales
- Marca “Viñas del Sol”, “Vinos del Sol”
- Ruta del Vino de Almería
- Cambio de la denominación “Vino de la Tierra” por la denominación “Indicación Geográfica Protegida” o IGP[8]